# Criniger
Criniger – rodzaj ptaków z rodziny bilbili (Pycnonotidae).

## Występowanie
Rodzaj obejmuje gatunki występujące w Afryce Subsaharyjskiej.

## Morfologia
Długość ciała 18–22 cm, masa ciała 22–54 g.

## Systematyka

### Etymologia
Łacińskie criniger – długowłosy < crinis – włosy; -gera – -noszący < gerere – nosić.

### Podział systematyczny
Do rodzaju należą następujące gatunki:
- Criniger barbatus (Temminck, 1821) – szczeciobrodacz płowy
- Criniger chloronotus (Cassin, 1859) – szczeciobrodacz zielony
- Criniger calurus (Cassin, 1856) – szczeciobrodacz rdzawosterny
- Criniger olivaceus (Swainson, 1837) – szczeciobrodacz żółtogardły
- Criniger ndussumensis Reichenow, 1904 – szczeciobrodacz białogardły